# Громокошки (мультсериал, 2011)
Громокошки, другое название — Громовые Коты (англ. ThunderCats) — американо-японский приключенческий мультсериал, созданный Итеном Сполдингом и Майклом Джелиником. Сюжет отдалённо построен на сюжете другого рисованного мультсериала с аналогичным названием, 1985 года выпуска. Планировалось выпустить 52 серии, но в 2013 сериал был закрыт (26 серий).

## Сюжет
Действие сериала происходит на планете Третья Земля, населённой антропоморфными животными. История начинается в Тандере, древнем процветающем государстве, которым правят человекоподобные громокошки. Сила государства держалась на Мече Знамени, который передавался в королевском роду из поколения в поколение. Наследник трона принц Лайон-О (Lion-O) не очень любим народом, так как он больше интересуется технологиями (в Тандере технологии неизвестны и считаются мифом) и миром за пределами Тандеры. Однако вскоре в результате предательства страну кошек захватывает армия ящеров под предводительством грозного колдуна Мамм-Ра, а большинство переживших вторжение продают в рабство. Мамм-ра намерен вернуть магические камни, которые когда-то принадлежали ему (один из них находится в Мече Знамени), чтобы с их помощью захватить мир. Лайон-О удаётся спастись, и теперь он должен спасти свой народ и других существ от подчинения злу.

## В ролях
| Персонаж         | Озвучивание           | Дубляж             |
| ---------------- | --------------------- | ------------------ |
| Лайон-О          | Уилл Фридел           | Михаил Тихонов     |
| Читара           | Эммануэль Шрики       | Вероника Саркисова |
| Тайгра           | Мэттью Мерсер         | Михаил Тихонов     |
| Пантро           | Кевин Майкл Ричардсон | Денис Беспалый     |
| Уойли Кит        | Мадлен Холл           | Ольга Шорохова     |
| Уойли Кэт        | Имон Пирруччелло      | Ольга Шорохова     |
| Снарф            | Сатоми Короги         |                    |
| Мамм-Ра          | Робин Аткин Даунс     | Денис Беспалый     |
| Генерал Слайт    | Ди Брэдли Бейкер      |                    |
| Грун             | Клэнси Браун          |                    |
| Пумайра          | Памела Адлон          |                    |
| Древние духи зла | Джим Каммингс         |                    |
| Джага            | Кори Бертон           | Андрей Казанцев    |
| Клавдий          | Ларри Кенни           |                    |

## Персонажи
Лайон-О
Lion-O (озвучивает Ларри Кенни в оригинальной серии, Will Friedle в 2011 году). Лидер, действующий правитель громокошек, король Тандеры, биологический сын короля Клавдия. Будучи подростком, Лайон-О испытывал непонимание со стороны жителей Тандеры, потому что он был единственным, кто верил в существование технологий и Мамм-Ра. Именно из-за этого многие были крайне недовольны тем, что однажды он станет королём, предпочитая, чтобы трон занял Тайгра, его сводный старший брат. После падения Тандеры и смерти короля Клавдия (которого убил Мамм-Ра) Лайон-О становится новым королём и правителем громокошек. Возглавляет команду и вместе с ней ищет способ победить Мамм-Ра. Хотя Лайон-О иногда ведет себя как настоящий сорви-голова, он, безусловно, обнаруживает терпение и понимание подчас даже больше, чем Читара. Кроме того, Лайон-О верит, что все расы Третьей Земли достойны равного отношения к себе — это было видно в тот момент, когда он защищал двух ящеров от нападок жителей Тандеры, а также когда он противостоял Пумайре, пытавшейся забрать Камень Технологий, потому что это привело бы к гибели птиц Ависты. В серии «Наследие» становится ясно, что у него есть предок по имени Лео, кто сыграл значительную роль в победе над Мамм-Ра. Оружие Лайон-О — Меч Предзнаменований и когтистая перчатка-щит. В серии «Родной народ» была показана биологическая мать Лайон-О (имя её осталось неизвестным), которая умерла, давая ему жизнь. Постоянно произносит «Усач!» («Whiskers!»), попадая в опасную или неприятную ситуацию. В первой половине сезона был влюблен в Читару, как и его брат Тайгра. Впоследвии она выбрала Тайгру, заставив Лайон-О почувствовать горечь предательства. Пытаясь избавиться от чувств к Читаре, он обращает внимание на Пумайру. Однако все попытки сближения с ней терпят неудачу — как выяснилось позже, она перешла на сторону Мамм-Ра, хотя всё это время и была с громокошками.
Читара 
Cheetara (в версии 2011 года озвучена Emmanuelle Chriqui). Читара — последняя из оставшихся в живых воинов-клериков. Пыталась присоединиться к ним ещё будучи ребёнком, однако была отвергнута Джагой — несмотря на то, что она обладала достаточной для клериков скоростью, она была слишком нетерпелива. Вопреки запрету она решила доказать Джаге, что имеет достаточно терпения, чтобы стать клериком, и осталась ждать перед дверью Ордена. Сдержать слово и доказать своё терпение ей помогли лепестки цветка, подаренного ей Тайгрой. В конце концов Джага разрешил ей присоединиться к Ордену. После падения Тандеры Читара осталась единственным выжившим клериком, за исключением Джаги, который остался жить как дух в Книге Предзнаменований. Она никогда не осуждала интерес Лайон-О к технологиям и поддерживала его доброе отношение к другим расам. Впрочем, когда они с Тайгрой стали парой, она переняла некоторые взгляды Тайгры, в частности негативное мнение о ящерах. В первой половине сезона оба брата были влюблены в неё, но позднее она предпочла Тайгру, так как помнила ту поддержку, которую он оказал ей во время испытания, когда они были ещё детьми.
Cheetara переименована в Chitara в испанской версии, в Geparda — в немецкой, Félibelle — во французской..
Тайгра
Tygra (озвучивает Питер Ньюман в оригинальной серии, Matthew Mercer в 2011 году). Тайгра — сводный старший брат Лайон-О. В действительности Тайгра был сыном Джавана, главы Клана Тигров, живущего в горах (тигры были изгнаны, потому что до последнего хранили верность Мамм-Ра). В то время тигров поразила смертельная болезнь, и они просили помощи у Древних Духов Зла. В обмен на спасение их жизни Древние Духи Зла потребовали, чтобы Тайгра (который в то время был ещё ребёнком) был принесен в жертву, потому что видели в нём угрозу даже больше, чем впоследствии в Лайон-О. Неспособный убить своего собственного сына, Джаван отправил его прочь, положив в корзину воздушного шара. Тайгра был найден и усыновлен королевской семьей Тандеры. Он был наследным принцем Тандеры до тех пор, пока не родился Лайон-О — с рождением младшего брата Тайгра не перестал быть принцем, но стал вторым в очереди на наследование трона после Лайон-О. Причиной ненависти Тайгры к своему брату стала потеря короны (и матери, которая умерла, давая жизнь Лайон-О), и потому же он постоянно демонстрировал своему отцу Клавдию неспособность Лайон-О к управлению государством и что он сам был бы лучшим королём Тандеры, чем младший брат. Тайгра — стойкий и уравновешенный воин, но обладает крайней степенью ксенофобии, объединяет в себе комплекс неполноценности и чувство превосходства, которые часто становятся причиной конфликтов между братьями и другими членами команды. Хотя среди всего прочего можно видеть, что Тайгра в действительности любит своего младшего брата и заботится о нём. В первой половине сезона оба брата были влюблены в Читару, которая невольно разжигала их соперничество, демонстрируя близкие дружеские чувства к Лайон-О. В конце концов Читара выбрала Тайгру. В Читару он влюбился, когда они впервые встретились, ещё будучи детьми, однако не мог поверить, что она ответит ему тем же. В серии «Братья» они признались друг другу в своих чувствах. В серии «Испытание Лайон-О» (части первая и вторая) Тайгра начинает испытывать больше уважения к младшему брату и признает, что Лайон-О больше подходит для престола, чем он сам. Однако это новоприобретенное признание вскоре пропадает, превращаясь в прежнюю уверенность. В серии «Что скрывается наверху», чтобы получить Камень, Тайгра принимает участие в гонке — Вальтер, глава птиц, обратил чувство превосходства Тайгры к другим расам против него же. Тайгра даже косвенно оскорбил Читару своими неоднократными попытками принизить брата, намекая, что, добиваясь Пумайры. Лайон-О снова причинит себе боль, как и тогда, когда Читара выбрала Тайгру (однако на этот раз он не озвучил своё желание быть королём). Также в конце сезона Тайгра обнаруживает, что помимо способности использовать огнестрельное оружие с мастерством обученного стрелка он является прирожденным пилотом, даже несмотря на то, что никогда не видел такие технологии раньше — просто потому что его предки были летчиками-истребителями в армии Мамм-Ра.
Tygra переименован Tigro в испанской, немецкой и французской версии.
Джага
Jaga (озвучен Corey Burton). Являлся главой Ордена клериков и носителем древних знаний. Мог развивать очень большую скорость, был способен поражать врагов молниями из своего посоха. Много лет назад, в дни своей молодости, использовал Меч Предзнаменований против Ратиллы. В начале сериала принес себя в жертву, чтобы помочь спастись Лайон-О и его команде, когда они были вынуждены покинуть разрушенную Тандеру. Джага попал в плен и подвергся пыткам. Несмотря на то, что Мамм-Ра обладал весьма сильной магией, Джага успешно противостоял ему в поисках Книги Предзнаменований — даже будучи заключенным в виде духа в волшебный фонарь. В серии «Путешествие к Башне Знамений» приносит себя в жертву повторно, покидая фонарь, где его душа могла существовать в целости и сохранности, и спасает Лайон-О от нападения Мамм-Ра. После этого дух Джаги продолжал существовать в Книге Предзнаменований и также помогал Лайон-О в его путешествии.
Клавдий
Claudus (озвучен Larry Kenney). Прежний король Тандеры и повелитель громокошек. Клавдий одинаково строг к обоим своим сыновьям — приемному сыну Тайгре и родному сыну Лайон-О. Его жена, королева Тандеры (её имя неизвестно), умерла при родах, когда давала жизнь Лайон-О. Дал ответственное задание двоим доверенным солдатам, Груну и Пантро, найти Книгу Предзнаменований. Пришел на помощь Лайон-О, когда он (вместе с Читарой и Тайгрой) защищал двух ящеров от нападок жителей Тандеры, и даже освободил ящеров, сказав, что «это жест доброй воли», и позволил им вернуться в их родные земли. Когда Тандера подверглась нападению ящеров, Клавдий был убит Мамм-Ра, который принял облик Пантро, Сбежав от ящеров, Тайгра, Лайон-О и Читара устроили погребальный костер для павшего короля и после этого ушли из Тандеры, забрав с собой Меч Знамений.
Пантро
Panthro (озвучен Эрл Хайман в оригинальной серии, Кевин Майкл Ричардсон в 2011 году). Один их преданных королю Клавдию солдат. Пантро вместе со своим другом Груном был послан королём Клавдием на поиски Книги Предзнаменований, но поиски окончились неудачей, более того — Грун освободил Мамм-Ра и предал Пантро. Борясь с ним, Грун сбросил его в яму и решил, что он мертв. Однако Пантро выжил и построил Громовой Танк — впервые Пантро появляется в серии «Петалары» и спасает Лайон-О и остальных от атаки Слайта и его отряда. Поначалу ставил под вопрос способность Лайон-О возглавлять команду, считая, что король слишком молод, и даже отказался признавать его королём. В отличие от других громокошек Пантро не умеет плавать и страдает боязнью воды, кроме того, в серии «Что скрывается наверху» признается в том, что боится высоты. Потерял обе руки в бою с Груном, вместо них получил роботизированные руки (были сделаны для него Берблами), которые служили ему ещё и оружием.
Panthro переименован Pantor в испанской и немецкой версиях, Pantéro во французской версии.
Близнецы Вайли Кит и Кэт
WilyKit & WilyKat (озвучены Madaleint Hall и Eamon Pirruccello в версии 2011 года). Близнецы, брат и сестра, которые жили в обычной крестьянской семье. Кроме них в семье было ещё двое детей, тоже близнецы. После того, как семья потеряла своего отца в результате торнадо, они стали бедствовать, едва сводя концы с концами, однако мать запрещала старшим детям помогать ей. В результате Вайли Кит и Вайли Кэт решают сбежать, чтобы найти затерянный город Эль Дару — и таким образом разбогатеть и помочь своей семье. Однако, попав в Тандеру, они становятся бродяжками, и, чтобы выжить промышляют карманными кражами (но с уверенностью, что отдадут всё, как только разбогатеют, то есть найдут Эль Дару). Когда ящеры атаковали Тандеру, близнецы чудом спаслись от гибели, и позже присоединились к команде Лайон-О.
Снарф
Snarf (озвучен Сатоми Короги в версии 2011 года). Кошкоподобное создание, чья видовая принадлежность неизвестна. Всюду следует за Лайон-О. Юный король заботится о нём и относится к нему, как к ребёнку. Их связывает нежная дружба, и Снарф тоже проявляет заботу о своем хозяине и даже защищает его.
Линкс-О
Lynx-O (voiced by Kevin Michael Richardson). В версии 2011 года представлен в виде камео, в отличие от персонажа сериала 80-х. В сериале 2011 года является генералом армии короля Клавдия и на момент нападения ящеров находится среди часовых. Неизвестно, выжил ли он в результате падения Тандеры.
Мамм-Ра
Mumm-Ra (озвучен Robin Atkin Downes). Основной отрицательный персонаж сериала. Являясь слугой Древних Духов Зла, Мамм-Ра и сам был Духом Зла, единственной целью которого было завоевание Вселенной. За много веков до начала событий сериала Мамм-Ра в совершенстве овладел технологиями и магией, которые позволили ему поработить всех животных. С их помощью он надеялся захватить четыре Волшебных Камня, объединение которых с Мечом План-Дарр могло бы дать Мамм-Ра огромную силу. Лео из племени громокошек, сумев захватить Камень Войны (который позже будет известен как Око Тандеры) с помощью других животных победил Мамм-Ра и отобрал у него остальные Волшебные Камни. Случилось так, что космический корабль в тот момент вошел в атмосферу Третьей Земли, и Мамм-Ра, попытался укрыться от столкновения в специальном отсеке корабля. Контрольные приборы, позволяющие ему выйти из своего укрытия, пришли в негодность, и Мамм-Ра оказался заперт в своем корабле на многие века. Спасшиеся животные забрали с собой Волшебные Камни и расселились по Третьей Земле, основав многие цивилизации. Много веков спустя Мамм-Ра, управляя сознанием Груна, призвал его к себе. Грун освободил его и его предательство привело к падению Тандеры. Захват камня Око Тандеры — не единственная цель Мамм-Ра. Он также стремиться заполучить остальные три камня, чтобы объединить их с Мечом План-Дарр и получить силу.
Грун
Grune (озвучил Клэнси Браун). Отрицательный персонаж. Один из приближенных короля Клавдия, кто пользовался огромным доверием, был когда-то лучшим другом Пантро. Имея неуёмную жажду власти и большие амбиции, пытался доказать королю, что он достоин продвижения по службе, но король назначил Линкс-О вместо Груна на пост генерала, и отправил Груна и Пантро на поиски Книги Предзнаменований. Грун почувствовал себя преданным и возненавидел короля. В конце концов эти чувства были использованы Мамм-Ра, чтобы убедить Груна стать его последователем и сыграть одну из ключевых ролей в падении Тандеры.
Слайт
Slithe (озвучен Dee Bradley Baker). Один из генералов армии Мамм-Ра и глава Ящеров. Слайт служит Мамм-Ра, преследуя свои цели, он действует в интересах своего народа, пытаясь отомстить громокошкам за многие годы гонений. Успешно разграбив Тандеру, Слайт преследует команду Лайон-О и пытается помешать ему завладеть Книгой Предзнаменований и остальными тремя Волшебными камнями.
Адикус
Addicus (озвучен Robin Atkin Downes). Кровожадный обезьяноподобный варвар, который совершил преступление против нации Птиц и был приговорен к смертной казни. Однако, когда его уже сбросили с высоты, Адикус был неожиданно спасен Слайтом и тот предложил ему занять место генерала в армии Мамм-Ра. Принимая предложение, Адикус потребовал возможности отомстить птицам, сказав, что ему «должны последнюю трапезу».
Кайнар 
Kaynar (озвучен Dee Bradley Baker). Шакалоподобный психопат, один из нанятых Мамм-Ра генералов. Кайнар был помещен в одиночную камеру в Собачьей Тюрьме, откуда его также освободил Слайт, чтобы Кайнар занял пост генерала. Поначалу тот отказывается, однако принимает предложение Слайта, когда узнаёт, что может лично убить громокошек. В обмен на согласие требует «дать попрощаться» с его охранниками.
Пумайра
Pumyra (voiced by Pamela Adlon). Сражалась на стороне громокошек во время взятия Тандеры. После того как Тандера пала, Пумайра была ранена и погребена под завалом. Она видела, как Лайон-О, Тайгра и Читара уходили из разрушенной Тандеры, пыталась звать на помощь, но её не услышали. В свои последние минуты жизни она умирала разочарованной, полной обиды и ненависти на Лайон-О, уверенная в том, что он бежал из города и намеренно проигнорировал её просьбы о помощи, бросив её умирать под завалами. Почувствовав её ненависть, Мамм-Ра воскресил Пумайру, чтобы она служила ему, и поместил её вместе с рабами-громокошками на рудники, где командовал Ратар-О. Оттуда она была позднее продана Добо. На арене у Добо и состоялась встреча Лайон-О с Пумайрой. Не сумев убить его, она смогла завоевать его доверие и служила для Мамм-Ра маяком, чтобы тот смог отслеживать путь меча План-Дарр. Пумайра раскрывает своё истинное лицо во время осады Ависты, когда отдает Камень Технологий Мамм-Ра. Робер Билл и Добо помешали ей убить Лайон-О ей, но она, сбегая, пообещала, что убьет его в их следующую встречу.
Древние Духи Зла
Ancient Spirits of Evil (voiced by Jim Cummings and Kevin Michael Richardson). Четыре темных духа, которые являются источником магических сил Мамм-Ра и его вечными повелителями. По виду напоминают Ящера, Обезьяну, Шакала и Грифа. Древние Духи зла сыграли одну из ключевых ролей в создании обоих мечей — Меча План-Дарр и Меча Предзнаменований. Вселившись в тандерианского кузнеца и наделив его нужным знанием, они заставили его выковать Меч План-Дарр, и позже, используя то же знание, он выковал Меч Предзнаменований. В серии «Родной народ» выясняется, что Клан Тигров стал поклоняться Древним Духам Зла после того, как тигры были сосланы из-за своей верности Мамм-Ра. Когда среди тигров Клана распространилась эпидемия смертельной болезни, она просили Древних Духов Зла о помощи. Те согласились вылечить их в обмен на жертву — они потребовали у Джавана, главы Клана, убить его новорожденного сына Тайгру, потому что видели в нём (а не в Лайон-О) своего главного врага. Джаван отказался выполнять свою часть договора и Духи наслали на весь род проклятие — тигры вымерли, но не покинули мир живых: днем — призраки, а с наступлением ночи они превращались в страшных монстров, полностью подчиненных Древним Духам Зла. Несколько лет спустя уже взрослый Тайгра вернулся на земли своих предков и освободил свой род от проклятия.